# 泽泻蕨
泽泻蕨（学名：Hemionitis arifolia）为裸子蕨科泽泻蕨属下的一个种。